# マヒナ・ポール
マヒナ・ポール（Mahina Paul、2001年4月19日 - ）は、ニュージーランドの女子ラグビー選手。

## プロフィール
- ニュージーランドファカタネ出身[1]。
- ポジションはスタンドオフ(SO)。
- 身長 165cm、体重 74kg
- 姉のメレランギもラグビー選手[2]。
- 7人制女子ニュージーランド代表に選ばれている[3]。

## 略歴
2024年、2024パリ五輪の7人制女子ニュージーランド代表に選ばれて金メダル獲得。